# JR貨物ZX19A形コンテナ

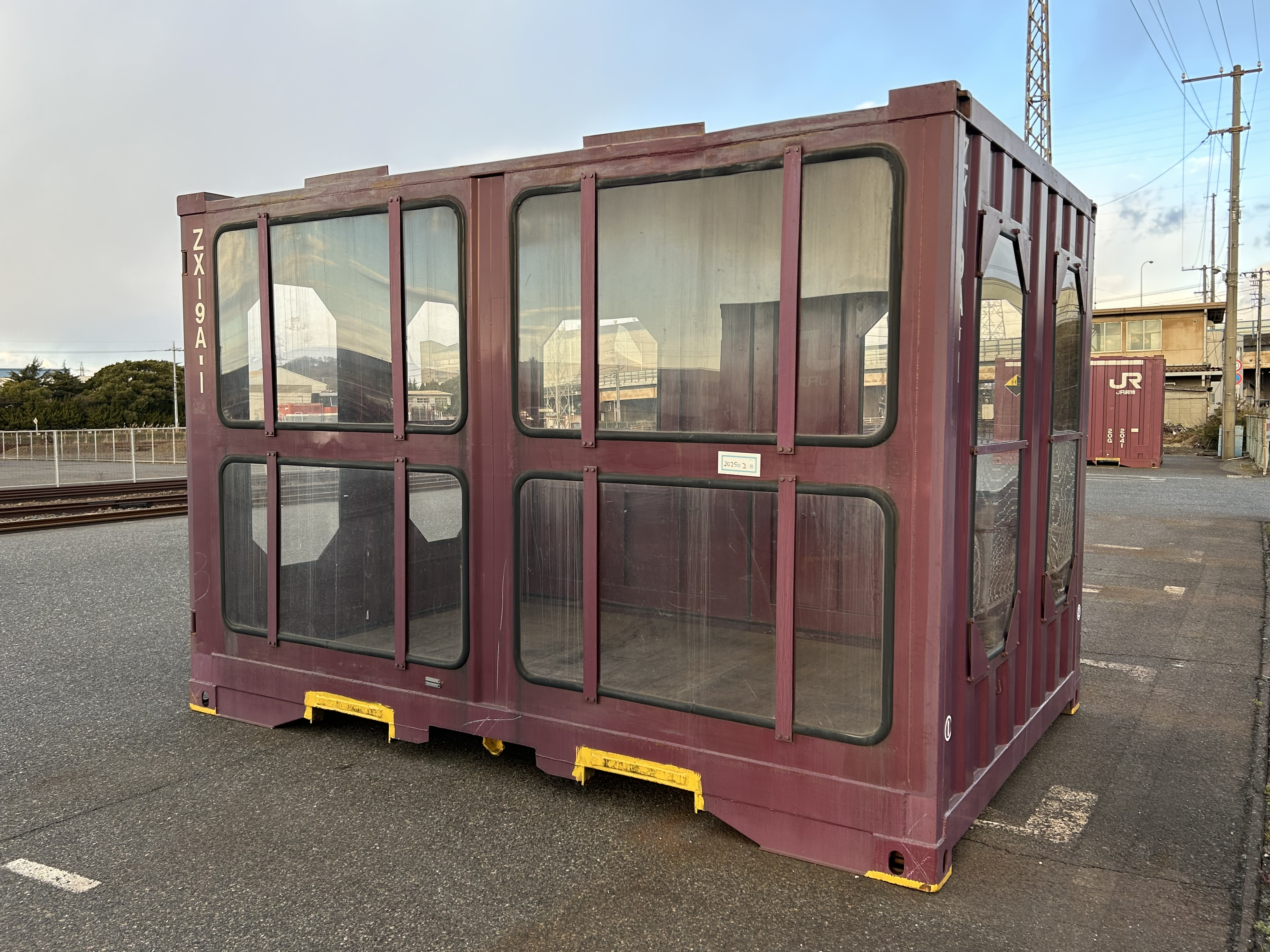
JR貨物ZX19Aコンテナ（ZX19A-1）

JR貨物ZX19A形コンテナ（JRかもつZX19Aがたコンテナ）は、2013年（平成25年）度に登場した日本貨物鉄道（JR貨物）のコンテナ（事業用コンテナ）の一種で、スケルトンコンテナとも呼ばれている。

## 概要
19G形から1個と19D形から9個が改造された。フォークリフトの作業訓練や荷役の検証、デモンストレーション等で使用する。
2013年（平成25年）7月に、ZX19A-1が19G-16268から、ZX19A-3が19D-25197から改造された。

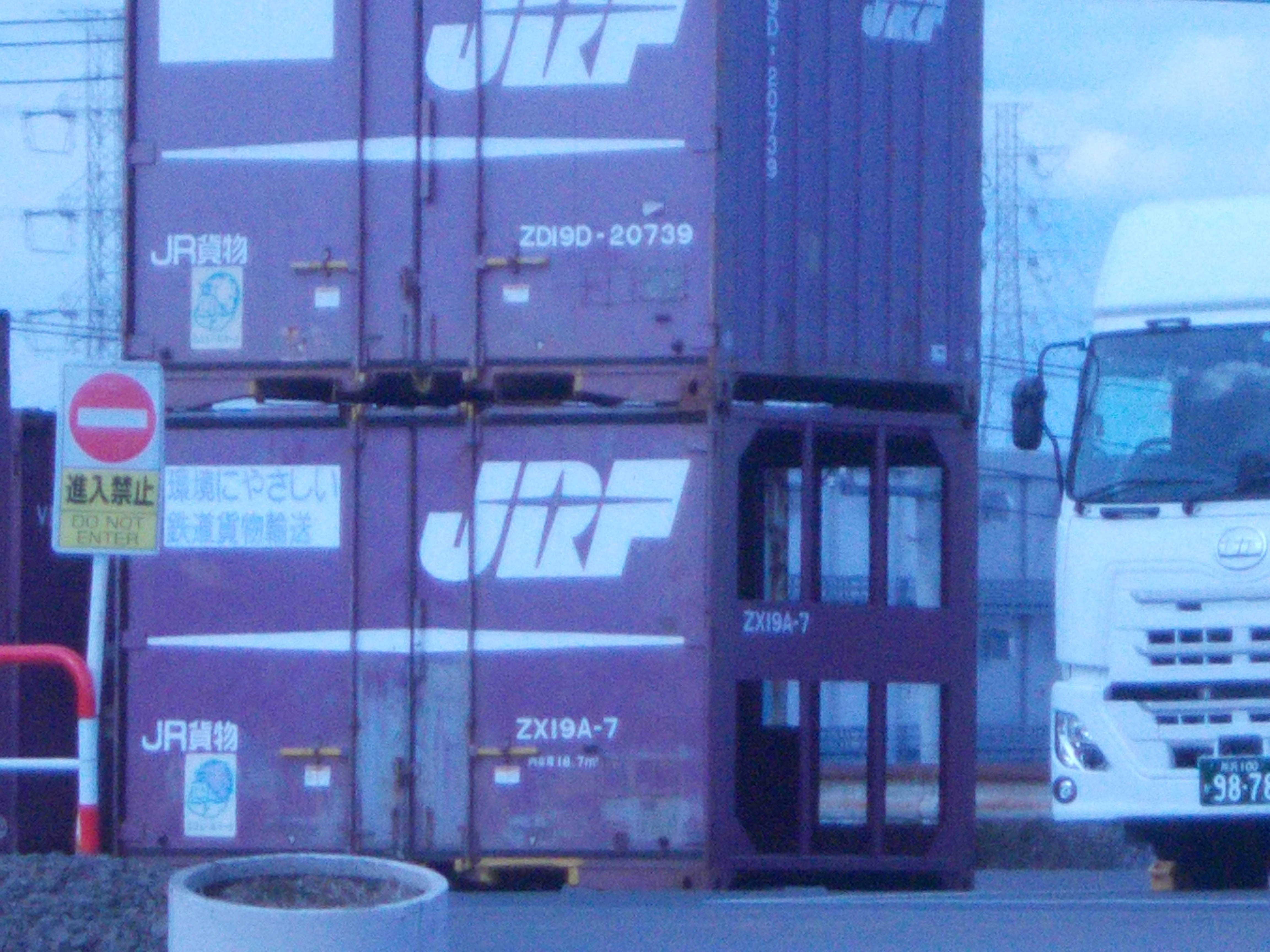
ZX19A-7

## 構造
フォークリフト作業の際にコンテナ内での荷崩れが発生する様子を確認するため、外板の一部が窓ないし檻状になっていて、扉を閉めた状態でも内部が見えるようになっている。なお、窓が付けられているのは、19G形から改造されたZX19A-1のみであり、19D形から改造されたZX19A-2~10には、窓にガラスはない。